# Florida State Road 18
Die Florida State Road 18 (kurz FL 18) ist eine State Route im US-Bundesstaat Florida, die in West-Ost-Richtung verläuft. Sie beginnt in Worthington Springs im Union County an der State Road 121 und endet in Brooker im Bradford County an der County Road 235.